# Le due facce della legge (serie televisiva)
Le due facce della legge (titolo originale: Face à face) è una serie televisiva francese del 2021 di genere poliziesco, realizzata da July Hygreck e Julien Zidi e trasmessa in Belgio su RTL TVI dal 18 agosto 2021.
In Italia la prima stagione è stata trasmessa su Giallo dal 4 novembre al 9 dicembre 2021.

## Trama
Alla morte del padre, il giudice istruttore Justine Rameau incontra il comandante Vanessa Tancelin della polizia giudiziaria; a sorpresa le due scoprono di essere sorellastre, per via di una relazione precedente del padre comune. Il testamento del defunto assegna a Vanessa una parte dei beni, compresa la comproprietà della casa di famiglia dove la donna abita con marito e figlia; casa che Justine considera sua di diritto; questo darà il via ad una coabitazione forzata tra le due donne, che in più dovranno collaborare anche nel lavoro: qui si scontreranno non solo per il carattere opposto, ma soprattutto per le differenti idee di approccio alla giustizia e alla legge.

## Episodi
| Stagione         | Episodi | Prima TV Belgio | Prima TV Italia |
| ---------------- | ------- | --------------- | --------------- |
| Prima stagione   | 12      | 2021            | 2021            |
| Seconda stagione | 10      | 2024            | inedito         |